# テューラ・ア・ダンマーク (1880-1945)
テューラ・ア・ダンマーク（デンマーク語: Thyra af Danmark, 1880年3月14日 - 1945年11月2日）は、デンマークの王女。

## 生涯
テューラは父方の祖父クリスチャン9世の治世下の1880年3月14日、コペンハーゲン中心部に建つアマリエンボー宮殿の一角のフレゼリク8世宮殿で王太子フレゼリク（後のフレゼリク8世）と妃ルイーセのの第6子三女として生まれた。父はクリスチャン9世の長男で、母はスウェーデン＝ノルウェーの王カール15世とその王妃ロヴィーサ・アヴ・ネーデレンデナの1人娘である。父方の叔母のハノーファー王太子妃テューラに因んで、テューラ・ルイーセ・カロリーネ・アマーリエ・アウグスタ・エリサベト（Thyra Louise Caroline Amalie Augusta Elisabeth）と名付けられた。
王室ではきょうだい達と一緒に育てられ、コペンハーゲンの両親の邸宅であるフレゼリク8世宮殿と街の北のエーレスンド海峡の海岸線にある田舎の住居のシャルロッテンルンド宮殿で成長した。
1901年、21歳の時に若い侍医のニールス・イルセーとの恋愛関係が始まった。テューラが王室の使用人に恋愛感情を抱いていることが知れ渡ると、即座にイルセーは解雇された。彼は西ユトランドに移り、そこで総合診療医として働いた。イルセーは一度も結婚せず、家族によると生涯寝室にはテューラの写真を飾っていたという。テューラもまた結婚しなかったことから、単なる恋愛以上の関係だったと推測されている。当時、王女が身分の違う相手と結婚することはありえなかった。しかし年月を経て社会の規範も変化したことで、1922年には妹のダウマーが下級貴族との結婚を許可されている。
すぐ下の弟ゴスタウと同様に独身を通し、1945年11月2日、コペンハーゲンのアマリエゲートにある自身のフラットにて65歳で亡くなった。